# Wanda Zych

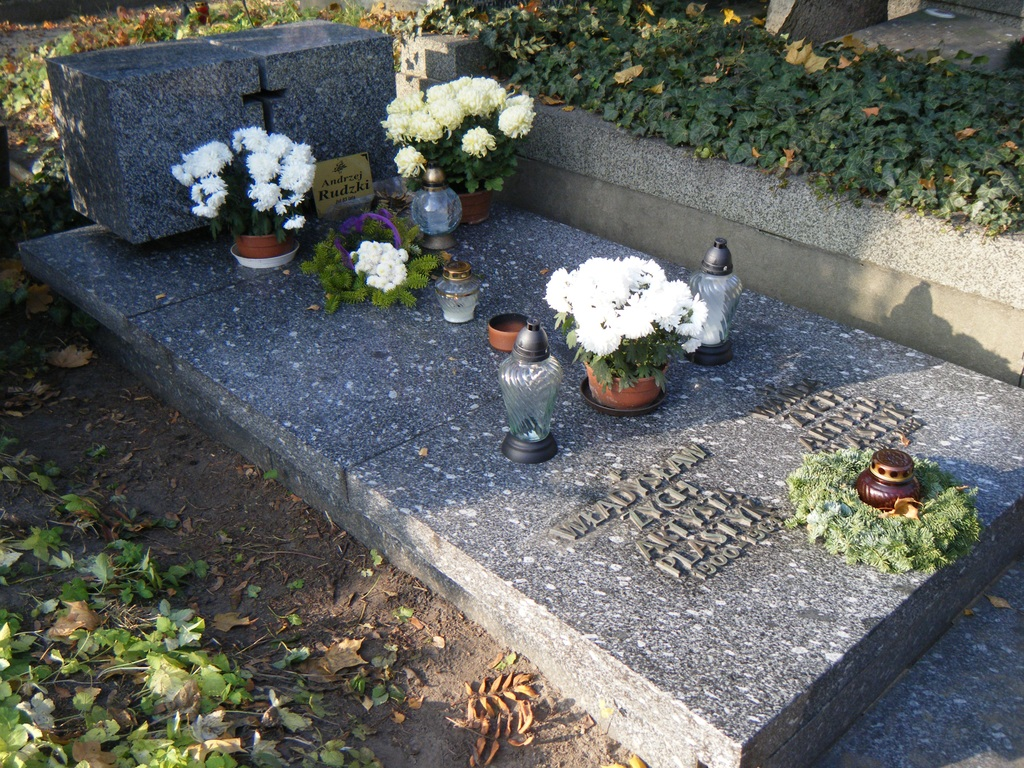
Grób Wandy i Władysława Zychów na cmentarzu Powązkowskim

Wanda Zych z domu Biernacka (ur. 29 lutego 1904 w Kielcach, zm. 17 czerwca 1997 w Warszawie) – polska malarka, artystka plastyk.

## Życiorys
W 1925 rozpoczęła studia w warszawskiej Szkole Sztuk Pięknych w pracowni Miłosza Kotarbińskiego, równolegle studiowała pedagogikę na Uniwersytecie Warszawskim. W 1932 ukończyła studia artystyczne, a dwa lata później pedagogiczne. Poza malarstwem zajmowała się również projektowaniem kilimów, wiele jej wzorów było stosowanych przez Cepelię. Ponadto tworzyła wzory tkanin zasłonowych dla spółdzielni „Rękodzieło”, projekty tkanin ubraniowych oraz kompozycje z suszonych liści dla „Desy”.
Była żoną Władysława Zycha i razem z nim spoczywa na cmentarzu Powązkowskim w Warszawie (kwatera: 170-3-21).